# Emma Fredh
Emma Fredh (14 de abril de 1990) es una deportista sueca que compitió en remo.
Ganó una medalla de plata en el Campeonato Mundial de Remo de 2016 y dos medallas en el Campeonato Europeo de Remo, en los años 2015 y 2017.

## Palmarés internacional
| Campeonato Mundial | Campeonato Mundial       | Campeonato Mundial | Campeonato Mundial      |
| Año                | Lugar                    | Medalla            | Prueba                  |
| ------------------ | ------------------------ | ------------------ | ----------------------- |
| 2016               | Róterdam (Países Bajos)  | Medalla de plata   | Scull individual ligero |
| Campeonato Europeo |                          |                    |                         |
| Año                | Lugar                    | Medalla            | Prueba                  |
| 2015               | Poznań (Polonia)         | Medalla de plata   | Scull individual ligero |
| 2017               | Račice (República Checa) | Medalla de oro     | Scull individual ligero |